# Årsager til 1. verdenskrig
 Der er for få eller ingen kildehenvisninger i denne artikel, hvilket er et problem. Du kan hjælpe ved at angive troværdige kilder til de påstande, som fremføres i artiklen.

Årsagerne til 1. verdenskrig forbliver et kontroversielt og omdiskuteret spørgsmål. 1. verdenskrig begyndte i Balkan i slutningen af juli 1914 og sluttede i november 1918, og førte til 17 millioner døde og 20 millioner sårede.
I Europa forblev de skandinaviske lande, Nederlandene, Schweiz og Spanien neutrale. Baggrunden var en dyb modsætning mellem Frankrig og Tyskland efter krigen i 1870-71, det dårlige forhold mellem Rusland og Østrig-Ungarn efter Berlin-kongressens omstødelse af freden i San Stefano efter Den russisk-tyrkiske krig i 1877-78 og stærk splid mellem nationaliteterne i Østrig-Ungarn. Endvidere følte Storbritannien sin position truet af tysk handel og og industri, flådeoprustning og kolonipolitik. Skellene mellem Tripelalliancen: Tyskland, Østrig-Ungarn samt Italien, og Tripelententen, det vil sige Frankrig, Rusland og Storbritannien, uddybedes. Den direkte anledning til krigens udbrud var serberen Gavrilo Princips mord på den østrigske tronfølger Franz Ferdinand den 28. juni 1914 i Sarajevo. En anden årsag var, at den tyske ledelse ønskede en storkrig, hvilket kunne gøre det Tyskland til den vigtigste magt i Europa. Situationen blev generelt yderligere skærpet af den militære oprustning man så overalt i Europa.